# 포르투갈 공산당
포르투갈 공산당(포르투갈어: Partido Comunista Português)은 1921년에 설립된 포르투갈의 공산당으로, 포르투갈에서 가장 오래된 정당이다.

## 창당 배경
1918년 1차 세계대전이 끝날 무렵 포르투갈은 심각한 경제 위기에 빠졌는데, 그 이유는 포르투갈이 전쟁에 개입했기 때문이었다. 포르투갈 노동자들은 그들의 빈곤함을 강경한 파업으로 맞섰다.
1919년 9월, 노동자들의 파업으로 인해 최초의 포르투갈 노조인 노동 연합을 설립되었다.
노동 연합 회원들은 포르투갈 노동자들 사이에서 혁명의 필요성을 느끼기 시작했다. 그리고 코민테른의 도움으로 혁명에 대한 열망은 1921년 3월 6일 코민테른의 포르투갈지부로써 포르투갈 공산당 설립의 기초가 되었다.
다른 모든 유럽 공산당과 달리, 포르투갈 공산당은 사회민주주의 정당의 분열 후에 형성된 것이 아니라, 가장 활동적인 노동파인 아나키스트들과 혁명적 생디칼리슴 단체들의 대열에서 형성되었다. 그 당은 리스본에 첫 본부를 열었다. 1920년의 일이었다. 창당 7개월 후 공산당의 기관지인 <오 코뮤니스타>가 발간되기 시작하였다.
1923년 11월 리스본에서 첫번째 당 대회가 열렸다. 그 회의에는 약 100여명의 당원이 참석했으며 소련 공산당과의 연대와 포르투갈 노동자 정책을 위한 강력한 투쟁의 필요성을 역설했다.

## 역사
1930년대에 살라자르에 의해 당이 불법화되었고, 결국 40년동안 지하조직으로만 남게 되었다. 그러나 카네이션 혁명으로 다시 합법정당이 되었고, 2015년까지도 15석정도의 일정한 의석을 의회에 확보하고있다.
2015년 총선에서 생태당과 맺은 선거 연합이 17석을 얻으며, 1999년 이후 최대 의석을 확보하였다. 사민당의 긴축정책에 실망한 포르투갈 국민들이 공산당에 표를 주었다고 해석된다. 2015년 선거에서 사회당, 좌파연합과 연정을 맺어 정부로 집권하였다.

## 같이 보기
- 포르투갈의 정당
- 카네이션 혁명